# グラント・グリーン
グラント・グリーン（Grant Green、1935年6月6日 - 1979年1月31日）は、アメリカのジャズ・ギタリスト。ミズーリ州セントルイス生まれ。

## 来歴
ジャズ評論家のデイヴ・ハンターは、グリーンの演奏について「しなやかでルーズ、かすかにブルージーで、正しくグルーヴィー」と評している。1960年代のブルーノート・レコードを代表するギタリストであり、オーソドックスなビバップから、ソウル・ジャズ（ファンキー・ジャズ）に至るまで、さまざまな演奏スタイルを聴かせた。このため、グリーンのレコードはジャズ・ファンだけにとどまらず、他ジャンルのファンからも聴かれることがあった。1960年代後半以降は、ジェームス・ブラウンに影響を受けたファンク・スタイルの演奏をする場合もあった。1980年代末のレア・グルーヴブームをきっかけに、彼への再評価がおこなわれている。
1960年代前半は、主にビバップ・スタイルでプレイした。1961年のブルーノートにおけるファースト・アルバム『グランツ・ファースト・スタンド』、セカンド・アルバム『グラントスタンド』などでは、彼の優れたバップ・フレーズを聴くことができる。
1969年録音のアルバム『キャリーン・オン』からは、ジャズ・ファンク路線に移行した。ライブ盤である『アライヴ!』と『グラント・グリーン・ライヴ・アット・ザ・ライトハウス』などでは、ファンキーなソロを披露している。
年代と共にプレイ・スタイルを変えたグリーンであるが、一貫してシングル・コイルを搭載したギブソンのギターを使用しており、シングル・コイル独特の音色が彼のトレードマークとなった。
- ペンタトニック・スケールを主体としたアプローチも得意とした。
- ゴスペルに影響を受けているため、同じフレーズを延々と繰り返し、ソロを盛り上げる手法を多用した。
- シングル・ノート(単音)を主体にプレイした。同時代のギタリストウェス・モンゴメリーが、コード・ソロ、オクターヴ奏法を多用したのと対照的である。

## ディスコグラフィ

### リーダー・アルバム
- 『グランツ・ファースト・スタンド』 - Grant's First Stand (1961年、Blue Note)
- 『グリーン・ストリート』 - Green Street (1961年、Blue Note)
- 『サンデイ・モーニン』 - Sunday Mornin' (1962年、Blue Note)
- 『グラントスタンド』 - Grantstand (1962年、Blue Note)
- 『ザ・ラテン・ビット』 - The Latin Bit (1963年、Blue Note)
- 『フィーリン・ザ・スピリット』 - Feelin' the Spirit (1963年、Blue Note)
- 『アム・アイ・ブルー』 - Am I Blue (1964年、Blue Note)
- 『アイドル・モーメンツ』 - Idle Moments (1965年、Blue Note)
- 『トーキン・アバウト』 - Talkin' About! (1965年、Blue Note)
- 『ヒズ・マジェスティ、キング・ファンク』 - His Majesty King Funk (1965年、Verve)
- 『抱きしめたい』 - I Want to Hold Your Hand (1966年、Blue Note) ※タイトル曲はビートルズ・ナンバーをボサ・ノヴァ風にアレンジして演奏。そのほかは、ジャズ・スタンダード。
- 『ストリート・オブ・ドリームス』 - Street of Dreams (1967年、Blue Note) ※1964年録音
- 『ゴーイン・ウェスト』 - Goin' West (1969年、Blue Note) ※1962年録音
- 『キャリーン・オン』 - Carryin' On (1970年、Blue Note)
- 『グリーン・イズ・ビューティフル』 - Green Is Beautiful (1970年、Blue Note)
- 『アライヴ!』 - Alive! (1970年、Blue Note)
- 『ヴィジョンズ』 - Visions (1971年、Blue Note)
- 『シェイズ・オブ・グリーン』 - Shades of Green (1971年、Blue Note)
- 『ザ・ファイナル・カムダウン』 - The Final Comedown (1972年、Blue Note)
- 『グラント・グリーン・ライヴ・アット・ザ・ライトハウス』 - Live at The Lighthouse (1972年、Blue Note)
- 『アイアン・シティ』 - Iron City (1972年、Cobblestone) ※1967年録音
- 『ザ・メイン・アトラクション』 - The Main Attraction (1976年、Kudu)
- 『イージー』 - Easy (1978年、Versatile)
- 『マタドール』 - Matador (1979年、Blue Note) ※1974年録音
- 『ソリッド』 - Solid (1979年、Blue Note) ※1964年録音
- 『リメンバリング・グラント・グリーン』 - Remembering (1980年、Blue Note) ※1961年録音
- 『グッデンズ・コーナー』 - Gooden's Corner (1980年、Blue Note) ※1961年録音
- 『ナイジェリア』 - Nigeria (1980年、Blue Note) ※with ソニー・クラーク。1962年録音
- 『オレオ』 - Oleo (1980年、Blue Note) ※1962年録音
- 『ボーン・トゥ・ビー・ブルー』 - Born to Be Blue (1985年、Blue Note) ※1962年録音
- 『リーチング・アウト』 - Reaching Out (1989年、Black Lion) ※日本盤はデイヴ・ベイリー名義。1961年録音
- Blues for Lou (1999年、Blue Note) ※1963年録音
- 『ファースト・セッション』 - First Session (2001年、Blue Note) ※1960年&1961年録音
- 『ライヴ・アット・クラブ・モザンビーク』 - Live at Club Mozambique (2006年、Blue Note) ※1971年録音